# Жиделі (Балхаський район)
Жиделі́ (каз. Жиделі) — село у складі Балхаського району Алматинської області Казахстану. Адміністративний центр Жиделинського сільського округу.
Населення — 1280 осіб (2021; 1249 у 2009, 1647 у 1999, 1347 у 1989).